# إعادة التدريب
إن التأهيل الوظيفي أو إعادة التدريب هو عملية تعلم مهارة أو حرفة جديدة تتم غالبًا كاستجابة لأحد التغيرات التي تطرأ على البيئة الاقتصادية. وبوجه عام، فإنها تعكس تغيرًا في المهنة وليس مجرد ترقية «لأعلى» في نفس المجال. وهناك بعض الجدل الدائر حول فائدة إعادة التدريب لمجابهة التغيرات الاقتصادية التي تسببت بها التجارة الحرة والأتمتة. فتظهر معظم الدراسات، على سبيل المثال، أن عمال المصانع الذين تم ترحيلهم في الولايات المتحدة قد حصلوا في المتوسط على رواتب أقل بعد إعادة تدريبهم لشغل مناصب أخرى عندما أغلق المصنع بعد نقله للخارج. كما توجد قضايا مماثلة تتعلق بالانتقال من وظائف تقنية إلى وظائف اتصال متبادل نتيجة للاستعانة بمصادر خارجية أجنبية عبر البحار. وقد تروق مثل هذه التغيرات لبعض الشخصيات دون الأخرى، نتيجة لتغير المهام والمهارات الواجب توفرها. وتقدر بعض الأبحاث الأخرى أن عامًا أكاديميًا واحدًا في إحدى كليات المجتمع تزيد من نسبة الدخل على المدى الطويل بحوالي 8% للرجال كبار السن، و10% للنساء كبار السن.
يقدم إعادة التدريب في بعض الأحيان بوصفه جزءًا من برامج المعونة الاجتماعية بشرط العمل، والتي قد تتضمن دعمًا للنقل، أو رعاية الطفل، أو التدريب.